# Ambtsgebed

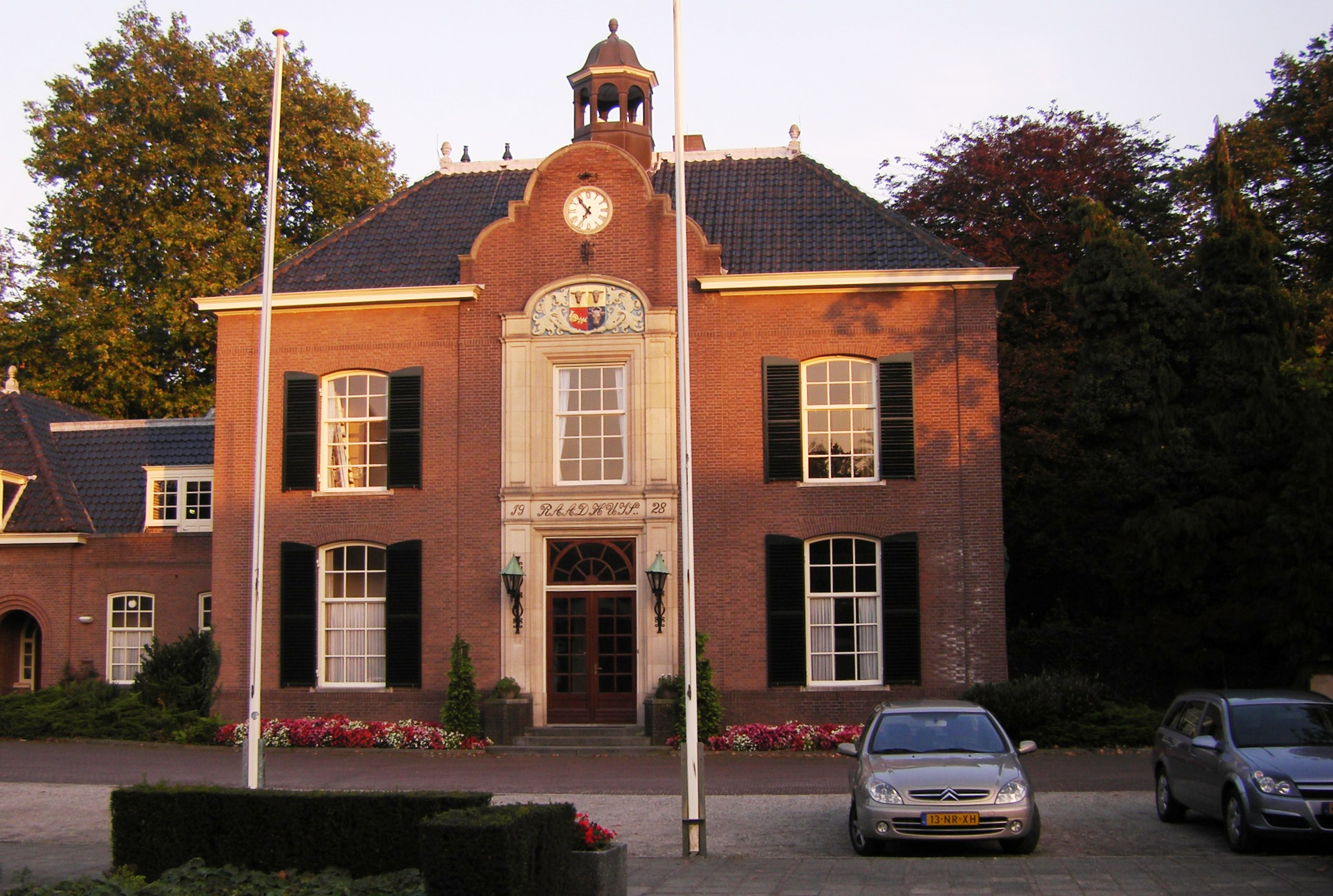
Raadhuis van Heerde, waar het ambtsgebed nog vooraf gaat aan de beraadslagingen

Het ambtsgebed is een gezamenlijk gebed dat bij aanvang of sluiting van een vergadering door de deelnemers aan de vergadering kan worden gehouden.
Ambtsgebeden bestaan onder meer bij vergaderingen van de Provinciale Staten of de gemeenteraad in Nederland, waar ze voortkomen uit de christelijke smeekbede oftewel supplicatie.

## Betekenis
Het ambtsgebed is in een aantal gemeenten in Nederland met een grote christelijke meerderheid een eeuwenoude traditie. In het aanvangsgebed wordt doorgaans God om kracht en wijsheid gevraagd; dit kan zowel voor het eigen raadswerk als voor de Koning en de regering. In het sluitingsgebed wordt meestal God gedankt voor de vergadering en de hoop uitgesproken dat een volgende keer weer met iedereen in alle vrijheid kan worden vergaderd. Het gebed kan worden voorgegaan door de voorzitter van de vergadering, de burgemeester of Commissaris van de Koning, of door een van de raadsleden of Statenleden.

## Discussie
Naar aanleiding van regelmatig oplaaiende discussies over de wenselijkheid van het ambtsgebed en de eventuele strijdigheid met de scheiding van kerk en staat stuurde toenmalig minister Remkes van Binnenlandse Zaken en Koninkrijksrelaties in september 2006 op verzoek van de Tweede Kamer een brief naar alle gemeenten en provincies met daarin de opvatting van de regering over het ambtsgebed. Naar het oordeel van de minister is het ambtsgebed niet in strijd met de scheiding tussen kerk en staat en mag het ook in het reglement van orde worden opgenomen, zolang de deelnemers aan de vergadering niet verplicht worden aan het gebed deel te nemen en ook de voorzitter niet verplicht wordt in het gebed voor te gaan. Mocht dit wel het geval zijn, dan zal deze bepaling uit het reglement van orde bij de Kroon voor spontane vernietiging voorgedragen worden.
Na verloop van tijd is het ambtsgebed in veel gemeenten afgeschaft als gevolg van de veranderde tijdgeest, waarin een algemeen gebed door veel volksvertegenwoordigers niet meer wenselijk werd gevonden. Soms werd in plaats daarvan een moment van stilte en bezinning in acht genomen, zodat raads- of Statenleden die dat wensen voor zichzelf kunnen bidden. In andere gemeenten is het gebed vervangen door een bede, waarin in algemene bewoordingen de hoop wordt uitgesproken dat het raadswerk ten goede zal komen aan de gemeente. Een aanzienlijke minderheid van gemeenten houdt echter vast aan de traditie van het ambtsgebed. Het gaat hierbij zowel om gemeenten met een protestantse achtergrond als om gemeenten met een sterk katholiek karakter, bijvoorbeeld in oostelijk Twente, Noord-Brabant en Limburg.

## Overzicht
Uit onderzoek van het Reformatorisch Dagblad in mei 2007 bleek dat destijds 94 van de 443 Nederlandse gemeenten (21%) vasthielden aan het ambtsgebed, terwijl in 108 gemeenten de raadsvergadering met een moment van bezinning geopend werd. Het aantal gemeenten met een bede werd niet onderzocht. Dit is een sterke daling vergeleken met vorige onderzoeken in 1958 en 1979, toen nog respectievelijk 63 procent en 58 procent van de gemeenten een ambtsgebed kenden. Overijssel, Zuid-Limburg en Zeeland tellen de meeste gemeenten met een gebed. Groningen, Noord-Holland en Flevoland hebben elk slechts één gemeente met een ambtsgebed, in Drenthe bestaat het in geen enkele gemeente meer. In de afgelopen 50 jaar is het aandeel gemeenten met een ambtsgebed het sterkste gedaald in Drenthe (1958: 68% - 1979: 6% - 2007: 0%), Utrecht (88% - 73% - 21%) en Limburg (100% - 97% - 40%). Overijssel is de enige provincie waar het aandeel in 50 jaar niet gedaald is: zowel in 1958 als in 2007 hanteerden 44% van de gemeenteraden een gebed. 

## Voorbeelden

### Gebed
Katholiek openingsgebed gemeenteraad Losser (na ongeveer 200 jaar afgeschaft op 16 december 2014):
Heer, wij bidden U, stort Uwe mildeste Zegen uit over deze vergadering. Wilt U onze geesten verlichten en onze beraadslagingen geleiden, opdat wij geen ogenblik te kort doen aan onze plicht en in staat mogen zijn de belangen der gemeente Losser met alle krachten te bevorderen. Wij dragen U onze arbeid op tot Uwe meerdere eer en tot heil der gemeente. Amen.
Protestants openingsgebed gemeenteraad Bunschoten:
Almachtige God, bij het begin van onze vergadering vragen wij U om alle inzicht en wijsheid die wij voor ons gezamenlijk werk nodig hebben. We zijn, in het werk dat U ons als plaatselijke overheid opdraagt, geheel van U afhankelijk. Wilt U geven dat wij de gaven en krachten, die U ons ieder persoonlijk verleent, samen gebruiken tot Uw eer en in dienst stellen van onze gemeenschap. Geef dat wij in onze beraadslagingen en besluitvorming bedacht zijn op Uw wil en op het welzijn van alle burgers. Geef Uw zegen over de gemeente Bunschoten en over heel ons land en volk. Wees onze Koningin nabij, alsmede haar ministers, om het Nederlandse volk te regeren volgens recht en billijkheid ter wille van Uw eer. Wij vragen U ons gebed te verhoren in naam van Uw geliefde Zoon, Jezus Christus, de overste van de Koningen der aarde. Amen.
Neutraal openingsgebed gemeenteraad Dinkelland:
Heer, wij zijn hier bijeen als Raad van deze gemeente, ieder vanuit zijn of haar levensovertuiging. Wij zijn geroepen besluiten te nemen voor de inwoners van deze gemeente en hun omgeving. Wij vragen u om inzicht en wijsheid bij het uitoefenen van deze verantwoordelijke taak, opdat onze besluiten daadwerkelijk bijdragen tot het welzijn van onze samenleving die Dinkelland heet. Amen.

### Bede
Bede gemeenteraad Andijk:
Voorafgaand aan deze vergadering, waarin wij bijeenkomen om de belangen van Andijk en zijn inwoners te dienen, spreken wij de hoop uit dat we niet tekortschieten in de verantwoordelijkheid die ons is toevertrouwd. Mogen wij de kracht en inspiratie putten uit onze geloofs- en levensovertuigingen met de juiste waardering voor elkaars mening.
Bede gemeenteraad Baarle-Nassau:
Bij het begin van deze vergadering spreken wij het vertrouwen uit dat onze inzet een bijdrage mag leveren aan de lokale samenleving waar een ieder zich veilig in thuis voelt. Mogen wij hiervoor inspiratie en kracht putten uit onze levensovertuigingen.